# Георгиј Береговој
Георгиј Береговој (рус. Георгий Тимофеевич Береговой; Федоровка, Полтавска губернија, Украјинска ССР, 15. април 1921 — Москва, Русија, 30. јун 1995) био је совјетски космонаут, двоструки херој Совјетског Савеза и генерал-потпуковник авијације.